# هيلين مور (عالمة أدبية)
هيلين ديل مور (بالإنجليزية: Helen Dale Moore)‏ (مواليد 1970) باحثة أدبية بريطانية متخصصة في الأدب الحديث في العصور الوسطى.

## نبذة
منذ عام 2018، شغلت منصب رئيس كلية كوربوس كريستي، أكسفورد، وهي أول امرأة تشغل هذا المنصب في تاريخ الكلية الممتد لـ 500 عام. وهي أيضًا أستاذة مشاركة في كلية اللغة الإنجليزية وآدابها بجامعة أكسفورد.

## أعمالها
- Moore، Helen، المحرر (2004). Amadis de Gaule. ترجمة: Anthony Munday. Farnham: Ashgate. ISBN:978-0754607274.
- Moore، Helen، المحرر (2007). Guy of Warwick, 1661. Manchester: Manchester University Press. ISBN:978-0719077098.
- Hardie، Philip؛ Moore، Helen، المحررون (2010). Classical literary careers and their reception. Cambridge: Cambridge University Press. ISBN:978-0521762977.
- Moore، Helen؛ Reid، Julian، المحررون (2011). Manifold greatness: the making of the King James Bible. Oxford: The Bodleian Library. ISBN:978-1851243495.